# NGC 5929
NGC 5929 é uma galáxia espiral (Sab/P) localizada na direcção da constelação de Boötes. Possui uma declinação de +41° 40' 16" e uma ascensão recta de 15 horas, 26 minutos e 06,1 segundos.
A galáxia NGC 5929 foi descoberta em 13 de Maio de 1828 por John Herschel.